# سامانتا بکینسیل
 سامانتا بکینسیل (انگلیسی: Samantha Beckinsale؛ زادهٔ ۲۳ ژوئیهٔ ۱۹۶۶) یک هنرپیشه اهل بریتانیا است. وی از سال ۱۹۸۶ میلادی تاکنون مشغول فعالیت بوده‌است.